# Krasnodars spårväg
Krasnodars spårväg är ett spårvägsnät med 15 linjer i den ryska staden Krasnodar. Det anses vara landets tredje längsta spårväg efter linjerna i Moskva och Sankt Petersburg. Förutom spårväg har Krasnodar ett trådbussnät på 70 kilometer samt ett 50-tal busslinjer och  planerar för en snabbspårväg

## Historia
Den första spårvägen i Jekaterinodar, som staden hette då, var två smalspåriga linjer med spårvidden 1 000 millimeter. De byggdes av det belgiska bolaget Compagnie de traction et d’electricité och togs i drift 24 december 1900. Krasnajalinjen var 3,6 kilometer lång och hade dubbelspår och den enkelspåriga Jekaterininskilinjen var 1,5 kilometer lång. I  september 1909 invigdes ytterligare en linje.
År 1908 fick ett ryskt bolag tillstånd att bygga spårväg i Paschkowskaja och 6 april 1912 kunde en 12,8 kilometer lång spårvägslinje med dieseldrift invigas. Den övertogs senare av det belgiska bolaget och byggdes om till eldrift.
År 1920 förstatligades spårvägen och linjenätet byggdes successivt ut. Eftersom smalspårigt materiel inte tillverkades i Ryssland hade man svårt att få tag i reservdelar och 1934 beslöt man att bygga om spårvägen till bredspår, 1 524 millimeter. Fram till 1940 hade 29,6 kilometer spår byggts om men andra världskriget stoppade ombyggnaden av ytterligare 28,3 kilometer. 
I augusti 1942 ockuperades Krasnodar av tyska trupper och en del av spårvagnsspåren revs upp. Spårvagnsdepån och elverket sprängdes och skadorna kunde först repareras efter krigsslutet. Ombyggnaden till bredspår var klar den 15 augusti 1950. Den senaste utbyggnaden av spårvägsnätet avslutades 1998 och det finns planer på ytterligare utbyggnad.

## Rullande materiel
Spårvägen har för närvarande (2020) 268 spårvagnar varav de flesta är tillverkade av UKVZ, ČKD Tatra, UVZ och PK TS. Medelåldern är 30 år och hälften kommer att bytas ut mot vagnar och vagntåg med lågt golv, samtliga från UKVZ. De första 98 beräknas levereras mellan 2019 och 2021.

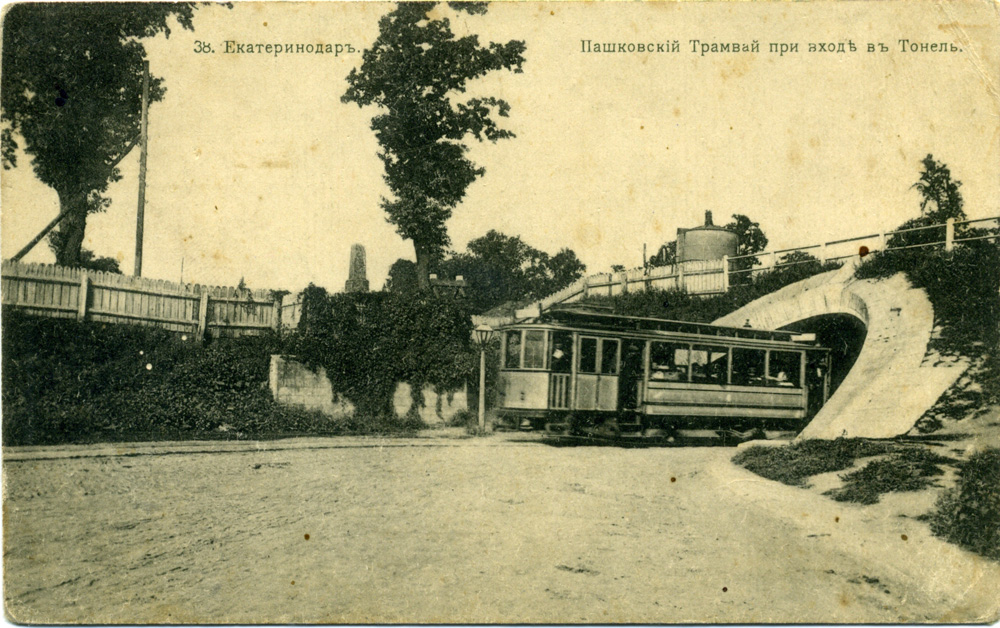
En av de första spårvagnarna, omkring 1912.
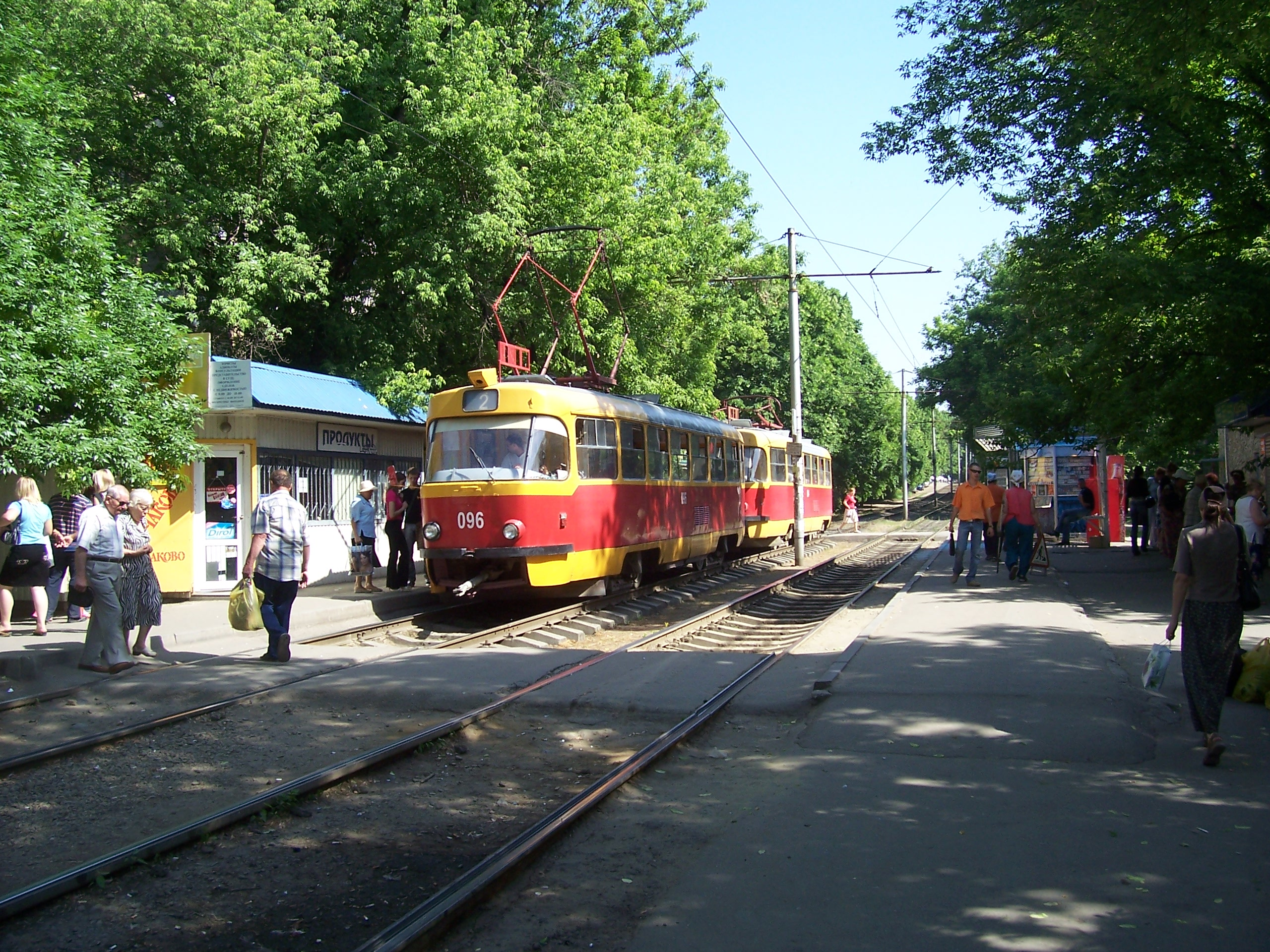
Spårvagn från Tatra, 2007.
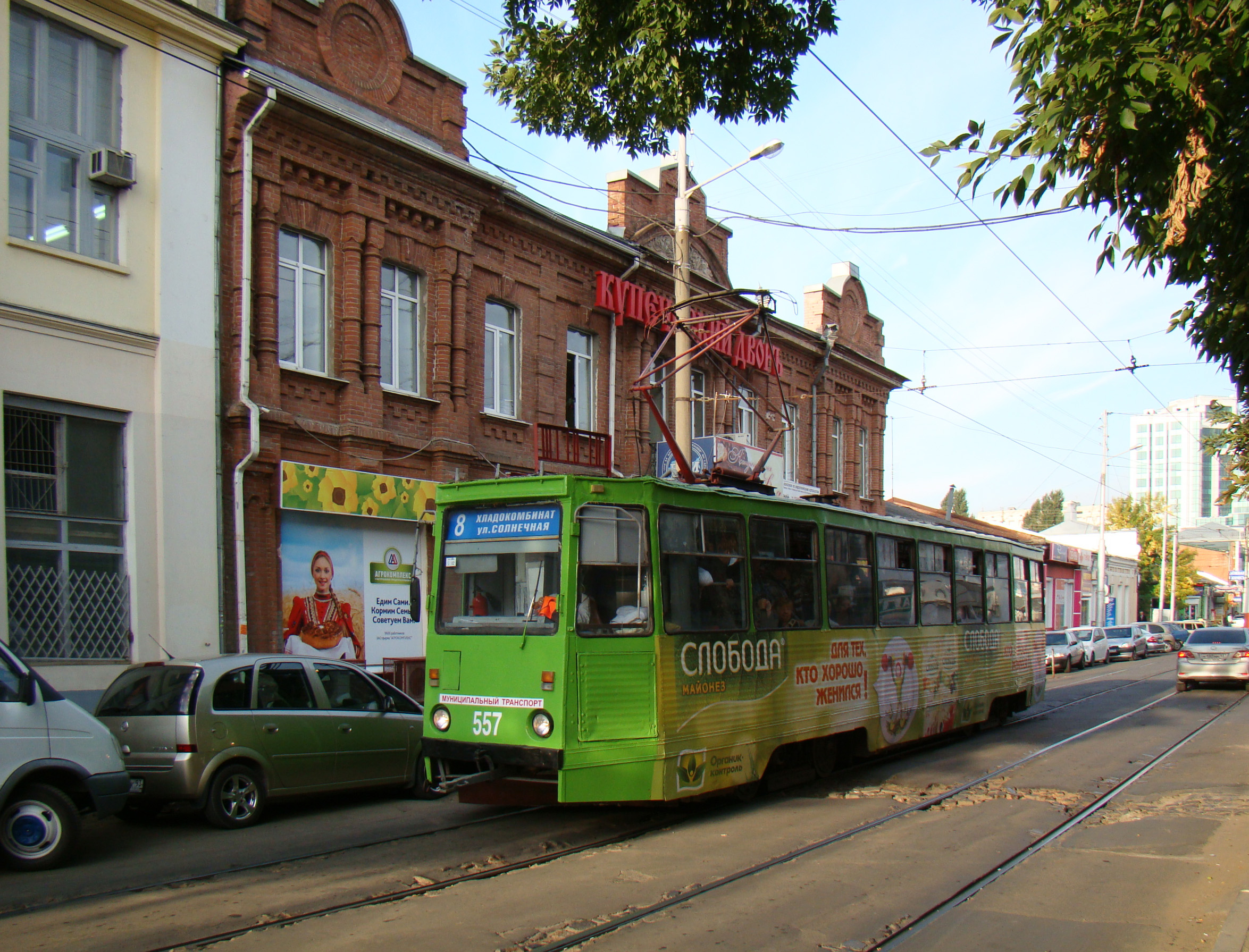
Äldre spårvagn från UKVZ, 2012.